# Татре
Татре (слов, пoљ. Tatry) су планински венац на граници Словачке и Пољске и представљају највиши део Карпата. Највећи део, као и сви највиши врхови, Татра налазе се у Словачкој укључујући највиши врх Герлаховски штит (Gerlachovský štít) са његових 2.655 метара надморске висине.
Татре се састоје од Западних Татри (Západné Tatry, Tatry Zachodnie) и Источних Татри (Východné Tatry, Tatry Wschodnie).
Источне Татре чине Бељанске Татре (Belianske Tatry, Tatry Bielskie) и Високе Татре (Vysoké Tatry, Tatry Wysokie) са преко 24 врха са више од 2.500 метара надморске висине и које уједно представљају једини алпски предео у целом, 1.200 km дугом, Карпатском планинском масиву.

## Скијашки центри
Татре су познате и по својим скијашким центрима, као што су Високе Татре (Vysoké Tatry), које обухватају некадашње самосталне центре Штрбско плесо (Štrbské pleso), Стари Смоковец (Starý Smokovec) и Татранска Ломница (Tatranská Lomnica), и Попрад (Poprad) у Словачкој и Закопане (Zakopane) у Пољској.

## Народни паркови на Татрама
Словачки Татрански народни парк (TANAP, Tatranský národný park) је основан 1949, док је пољски Татрански народни парк (пољ. Tatrzański Park Narodowy) основан 1954. Оба парка су 1993. уврштена у УНЕСКО-ву листу заштићених биосфера.

## Галерија фотографија
- Поглед на Татре с Бабје Горе
- Долина ставова (језера)
- Долина пољских језера
- Црни став (језеро) близу Закопана
- Кежмарски штит
- Штрбско плесо (језеро)
- Морскје Око с Црног језера
- Мних
- Врх Риса на граници Словачке и Пољске
- Ћажка долина
- Поглед на Сатан са Копровског седла
- Поглед на Татре с Риса